# Can Felipa
Can Felipa és el nom popular d'una antiga fàbrica del Poblenou de Barcelona, catalogada com a bé amb elements d'interès (categoria C).

## Història
Les primeres referències documentals es remunten al 1856, quan Felipe Ferrando (d'aquí el nom de «Can Felipa», la manera com sona el nom castellà Felipe en català oriental) va obrir una petita fàbrica per a blanqueig a la cantonada dels carrers de Marià Aguiló i Peralada (actualment desaparegut en obrir-se el carrer de Pallars).
El 1877, la família Vilà va comprar la fàbrica i la va engrandir i la va mantenir fins al seu tancament, que va tenir un lloc al cap d'un segle, el 1978. El nom de CATEX (Central de Acabados Téxtiles) data del 1955, en fusionar-se diverses empreses de la família.
La forta crisi del sector tèxtil va arrossegar Can Felipa, que el 1974 ja acomiadava 72 obrers, no sense conflicte social. Després d'uns quants anys de reivindicacions, coordinades per l'Associació de Veïns del Poblenou, el 1984 es va arribar a un acord per fer-hi una piscina, oberta el 1989, i un centre cívic, inaugurat el 1991 després de la reforma dirigida per l'arquitecte Josep Lluís Mateo.

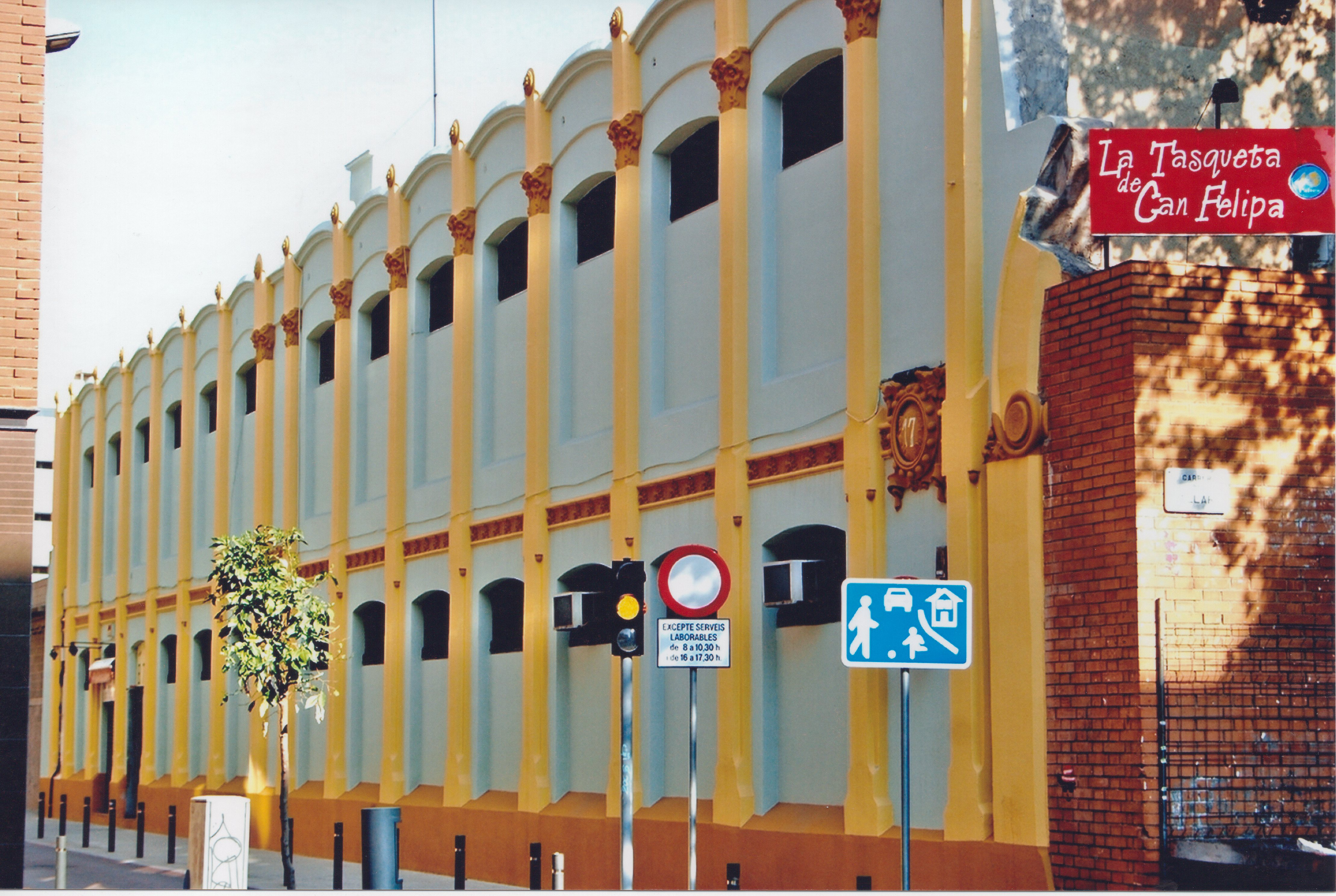
Antics menjadors de Can Felipa

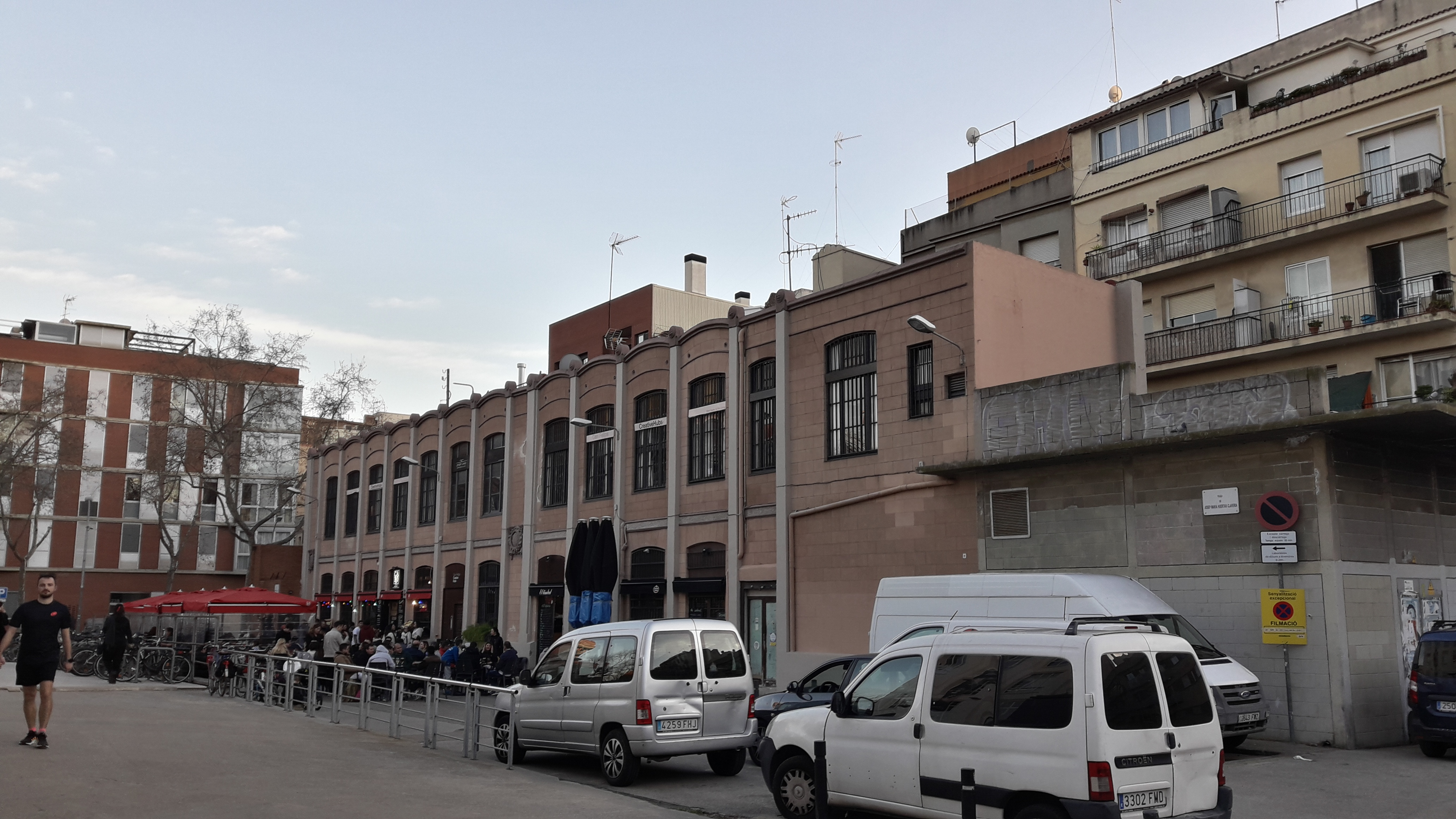
Antics menjadors de Can Felipa

## Descripció
Es tracta d'un interessant exemple de fàbrica de pisos amb un llenguatge d'inspiració nòrdic. Es compon de dos cossos de planta baixa i tres pisos acabades amb mansarda. Hi destaca el nombre i dimensions de les obertures, que permeten una gran entrada de llum a l'interior, i l'amplitud de les plantes diàfanes.
Al carrer de Marià Aguiló es troba un altre edifici de planta baixa i un pis, amb una planta rectangular i molt allargada. La coberta està resolta amb un seguit de voltes de maó de plà, que queden reflectides al mòdul de façana. De clara influència modernista, la composició de les façanes es basa en una alternança de pilastres i grans finestrals amb paraments revestits amb una combinació d'estucs de diferents textures (desde lliscats fins a abuixardats) que imiten elements de pedra, i amb elements ornamentals de pedra artificial. Hi ha un interessant medalló amb la inscripció 17, corresponent al mateix número de la façana del carrer de Marià Aguiló i l'arrencada d'un arc desaparegut per l'obertura del carrer de Pallars.